# Don't Stop (album de Status Quo)
Pour les articles homonymes, voir Don't Stop.
Albums de Status Quo
Thirsty Work
(1994) Under the Influence
(1999)
Singles
1. When You Walk into the Room
Sortie : octobre 1995
2. Fun, Fun, Fun
Sortie : 19 février 1996
3. Don't Stop
Sortie : avril 1996
4. All Around My Hat

Don't Stop est le vingt-deuxième album studio du groupe de rock anglais Status Quo. Il est sorti le 5 février 1996 sur le label Polygram TV et a été produit par Pip Williams.

## Historique
Pour marquer le trentième anniversaire du groupe, Francis Rossi et Rick Parfitt décident d'enregistrer un album composé uniquement de reprises. Quatre-vingt titres sont répertoriés et après six semaines de répétition, quinze sont retenus dont une reprise du Fun, Fun, Fun des Beach Boys. Ces derniers accepteront de venir faire les choristes sur la chanson. D'autres artistes , Brian May de Queen, Maddy Prior (Steeleye Span) ou encore Tessa Niles viendront participer à l'album.
L'album fut enregistré dans le studio (ARSIS) de Francis Rossi avec le retour de Pip Williams à la production. L'album restera classé dans les charts britanniques pendant douze semaines pour atteindre dès sa première semaine de classement, la deuxième place. Finalement il sera certifié disque d'or pour plus de 100 000 exemplaires vendus.
Sa réédition de 2006 propose quatre titres bonus, essentiellement les faces B des singles.

## Liste des titres

### Album original
| No  | Titre                                                            | Auteur                                          | Invités          | Durée |
| --- | ---------------------------------------------------------------- | ----------------------------------------------- | ---------------- | ----- |
| 1.  | Fun, Fun, Fun (reprise des Beach Boys)                           | Brian Wilson, Mike Love                         | The Beach Boys   | 4:03  |
| 2.  | When You Walk in the Room (reprise de Jackie DeShannon)          | Jackie DeShannon                                | Jackie DeShannon | 4:05  |
| 3.  | I Can Hear the Grass Grow (reprise de The Move)                  | Roy Wood                                        |                  | 3:27  |
| 4.  | You Never Can Tell (reprise de Chuck Berry)                      | Chuck Berry                                     |                  | 3:50  |
| 5.  | Get Back (reprise des Beatles)                                   | John Lennon, Paul McCartney                     |                  | 3:26  |
| 6.  | The Safety Dance (reprise de Men Without Hats)                   | Ivan Doroschuk                                  | Tessa Niles      | 3:56  |
| 7.  | Raining in My Heart (reprise de Buddy Holly)                     | Felice et Boudleaux Bryant                      | Brian May        | 3:32  |
| 8.  | Don't Stop (reprise de Fleetwood Mac)                            | Christine McVie                                 |                  | 3:40  |
| 9.  | Sorrow (reprise de The McCoys)                                   | Bob Feldman, Jerry Goldstein, Richard Gottehrer |                  | 4:14  |
| 10. | Proud Mary (reprise de Creedence Clearwater Revival)             | John Fogerty                                    |                  | 3:30  |
| 11. | Lucille (reprise de Little Richard)                              | Albert Collins, Richard Wayne Penniman          |                  | 2:58  |
| 12. | Johnny and Mary (reprise de Robert Palmer)                       | Robert Palmer                                   |                  | 3:35  |
| 13. | Get Out of Denver (reprise de Bob Seger)                         | Bob Seger                                       |                  | 4:09  |
| 14. | The Future's So Bright, I Gotta Wear Shades (repride de Timbuk3) | Pat MacDonald                                   | Tessa Niles      | 3:36  |
| 15. | All Around My Hat (Trad. Folklore (arrangements Status Quo))     |                                                 | Maddy Prior      | 3:56  |

### Titres bonus de la réédition 2006
| No  | Titre                                                              | Auteur                              | Durée |
| --- | ------------------------------------------------------------------ | ----------------------------------- | ----- |
| 16. | Tilting at the Mill (Face B du single "When You Walk in the Room") | Rossi, Parfitt, Bown, Edwards, Rich | 3:26  |
| 17. | Mortified (Face B du single "Fun, Fun, Fun")                       | Rossi, Parfitt, Bown, Edwards, Rich | 3:22  |
| 18. | Temporary Friend (Face B du single "Don't Stop")                   | Rossi, Parfitt, Bown, Edwards, Rich | 4:12  |
| 19. | I'll Never Get Over You (Face B du single "All Around My Hat")     | Gordon Mills                        | 2:48  |

## Musiciens
Status Quo
- Francis Rossi: guitare solo, chant
- Rick Parfitt: guitare rythmique, chant
- Andy Bown: claviers, chœurs
- John Edwards: basse
- Jeff Rich: batterie, percussion

Invités
- The Beach Boys: chœurs sur "Fun, Fun, Fun"
- Tessa Niles: chant additionnel sur "The Safety Dance" et "The Future's So Bright (I Gotta Wear Shades)"
- Maddy Prior: chant additionnel sur "All Around My Hat"
- Geraint Watkins: accordéon sur "You Never Can Tell", "Safety Dance"
- Gary Barnacle: saxophone sur "Fun, Fun, Fun" et "Sorrow"
- Gary Barnacle, Stu Brooks, John Thirkell, Pete Thoms: cuivres sur "Get Back", "Proud Mary" et "Get Out of Denver"
- Derek Green, George Chandler et Tony Jackson: chœurs sur "Get Back", "Proud Mary"
- Troy Donockley: Uilleann pipes et sifflet sur "All Around My Hat"
- Pip Williams: arrangements des cuivres sur "Get Back", "Proud Mary" and "Get Out Of Denver"

## Charts & certification

### Album
Charts
| Pays                                  | Durée du classement | Meilleur classement | Date            |
| ------------------------------------- | ------------------- | ------------------- | --------------- |
| Allemagne (GfK Entertainment)         | 14 semaines         | 42e                 | 11 mars 1996    |
| Belgique (V) (Ultratop)               | 3 semaines          | 29e                 | 18 mai 1996     |
| Écosse (Scottish Album Chart)         | 12 semaines         | 3e                  | 11 février 1996 |
| Pays-Bas (MegaCharts)                 | 4 semaines          | 88e                 | 16 mars 1996    |
| Royaume-Uni (UK Albums Chart)         | 12 semaines         | 2e                  | 11 février 1996 |
| Royaume-Uni (UK Rock and Metal Chart) | 28 semaines         | 1er                 | 11 février 1996 |
| Suède (Sverigetopplistan)             | 6 semaines          | 14e                 | 16 février 1996 |
| Suisse (Schweizer Hitparade)          | 8 semaines          | 28e                 | 18 février 1996 |

Certification
| Pays        | Certification | Ventes    | Date           |
| ----------- | ------------- | --------- | -------------- |
| Royaume-Uni | Or            | 100 000 + | 5 février 1996 |

### Singles
| Single                      | Chart              | Durée du classement | Position | Date            |
| --------------------------- | ------------------ | ------------------- | -------- | --------------- |
| When You Walk into the Room | (UK Singles Chart) | 2 semaines          | 34e      | 29 octobre 1995 |
| Fun, Fun, Fun               | (UK Singles Chart) | 5 semaines          | 24e      | 25 février 1996 |
| Fun, Fun, Fun               | (Single Top 100)   | 10 semaines         | 81e      | 20 mai 1996     |
| Don't Stop                  | (UK Singles Chart) | 2 semaines          | 35e      | 7 avril 1996    |
| All Around My Hat           | (UK Singles Chart) | 2 semaines          | 47e      | 3 novembre 1996 |